# Ivaí
Ivaí est une municipalité brésilienne située dans l'État du Paraná.

## Climat
Il fait en moyenne 18,5 °C à Ivaí à l'année. Février est le mois le plus chaud avec une température moyenne de 22,5 °C et juillet le mois le plus froid avec une température moyenne de 14,5 °C. 